# Georges Bras
Georges Thomas Bras, né le 7 mars 1859 à Saint-Sernin-du-Bois (Saône-et-Loire) et mort le 13 janvier 1937 à Saint-Firmin (Saône-et-Loire), est un ouvrier et homme politique français. 
Il est député de Saône-et-Loire de 1914 à 1919.

## Biographie
Ouvrier carrier et militant socialiste de Saône-et-Loire, Georges Bras profita de la popularité qu'il s'était acquise dans son arrondissement auprès des classes laborieuses pour se présenter aux élections générales législatives des 26 avril et 10 mai 1914 dans la deuxième circonscription d'Autun. Bien qu'il ne fut investi d'aucun mandat local, il fut élu, au deuxième tour de scrutin par 9 636 voix contre 8 471 à Claude Coureau, député sortant. Inscrit au groupe socialiste, il appartint à la Commission des comptes définitifs et des économies et à celle des pensions civiles et militaires. Il intervint au cours de la discussion d'interpellations sur la mise-en sursis des agriculteurs des classes. 1888 et 1889 (1917) et sur les dépenses militaires et les dépenses exceptionnelles des services civils, au cours de l'examen des crédits provisoires applicables au deuxième trimestre 1918.
Aux élections générales du 16 novembre 1919, il figurait en quatrième position sur la liste socialiste qui n'eut aucun élu. Il obtint personnellement 35 515 voix sur 120 825 votants.
Après le congrès de Tours, en 1920, il passa au Parti communiste, mais ne reparut plus au Parlement. Non candidat aux élections législatives de 1924, il est présenté par le PCF lors des élections d'avril 1928 dans la deuxième circonscription d'Autun. Il recueillait 1 240 suffrages au premier tour du scrutin, et 215 suffrages au second tour.
Il avait repris son travail d'ouvrier carrier à Saint-Firmin, où il mourut le 13 janvier 1937, âgé de 78 ans.